# La Rochette-du-Buis
La Rochette-du-Buis är en kommun i departementet Drôme i regionen Auvergne-Rhône-Alpes i sydöstra Frankrike. Kommunen ligger i kantonen Buis-les-Baronnies som tillhör arrondissementet Nyons. År 2022 hade La Rochette-du-Buis 54 invånare.

## Befolkningsutveckling
Antalet invånare i kommunen La Rochette-du-Buis
Referens:INSEE